# 蕭撻不也
蕭撻不也（しょう たつふや、? - 太康元年6月7日（1077年6月29日））は、遼（契丹）の政治家。字は斡里端。

## 経歴
蕭孝穆の弟の蕭高九の孫にあたる。剛直な性格で知られた。咸雍年間、祗候郎君に補任された。太康元年（1075年）、彰愍宮使となり、道宗の娘の趙国公主耶律糺里を妻に迎え、駙馬都尉に任じられた。
太康3年（1077年）、同知漢人行宮都部署に転じた。北院宣徽使の耶律撻不也と交友関係があり、耶律乙辛に憎まれた。6月、道宗の廃立を計画したと誣告された。鞭打ちの拷問に耐えられず、偽りの自白をした。道宗に引見されて取り調べられたが、意識混濁の状態で答えることができず、そのまま処刑された。
乾統年間、蘭陵郡王に追封され、画像が宜福殿に飾られた。

## 伝記資料
- 『遼史』巻99 列伝第29